# Antonio Zannoni
Antonio Zannoni (Faenza, 29 dicembre 1833 – Ceretolo, 17 agosto 1910) è stato un architetto, ingegnere e archeologo italiano.

## Biografia
Antonio Zannoni seguì il triennio di disegno architettonico presso la scuola di disegno locale dove Pietro Tomba aveva tenuto cattedra di Architettura e Scenografia secondo l'indirizzo classicheggiante della tradizione faentina. Poi si recò a Roma per laurearsi in filosofia e matematica nel 1859 e successivamente a Bologna per seguire il corso del biennio superiore di ingegneria edilizia laureandosi nel 1861.

### Architetto
Appena laureato fu nominato architetto e ingegnere comunale di Bologna. Nel 1863 realizza la facciata di casa Sacchi a Faenza (modificata dopo l'ultima guerra), nel 1864 realizza le palazzine Ratta Bottrigari in piazza Cavour all'angolo con via dei Poeti a Bologna, del 1865 è il palazzo dei Conti Zucchini a Faenza, tra le maggiori realizzazioni dell'Ottocento faentino, nel 1869 realizza la facciata di palazzo Strozzi già Spada nella medesima città (rifatta nel 1905 dall'ing. Tramontani), dello stesso anno è la villa dei Conti Gessi a Sarna, che vanta un parco romantico progettato da Romolo Liverani. Nel 1869, durante la realizzazione della Galleria degli Angeli al Cimitero Monumentale della Certosa di Bologna, scoprì e scavò la necropoli etrusca e villanoviana. Nel 1870 realizza gli edifici delle terme di Riolo Terme in solenne stile corinzio, con relativo impianto di raccolta e canalizzazione delle acque, l'anno successivo curò la ricostruzione su via Farini della facciata del palazzo Pizzardi a Bologna. Nel 1871  Zannoni aveva offerto al comune di Faenza un suo progetto per la ricostruzione della loggia orientale della Piazza Maggiore, quella stessa loggia che fu poi ricostruita nel 1875 dall'ingegnere comunale Achille Ubaldini. 
Tra il 1875 e il 1880 realizza villa Vitta fuori porta San Donato a Bologna, nel 1876 la Chiesa della Beata Vergine del Paradiso a Faenza, dal 1883 ebbe la cattedra di Architettura Tecnica alla scuola d'applicazioni per ingegneri di Bologna, nel 1886 termina la realizzazione della chiesa del Paradiso a Faenza, fra il 1885 e il 1888 realizza le case Zappoli in via Indipendenza a Faenza. In qualità di ingegnere e idraulico ha progettato e scritto sulle linee ferroviarie Faenza-Firenze e Faenza-Ravenna, e sulla direttissima Bologna-Roma, oltre che sul Porto di Ravenna e sugli acquedotti di Bologna, Faenza, Pesaro, inoltre ha studiato e discusso un grande acquedotto comprensoriale romagnolo e realizzato quello di Ripatransone-Penne. Dal 1889 è consigliere comunale di Faenza, sino al 1895, e poi ancora dal 1901 al 1907. Fu anche consigliere provinciale di Ravenna in rappresentanza di Faenza dal 1895 al 1901. Nel 1890 realizza la facciata d'angolo del palazzo Pallavicini in via Galliera a Bologna, nella medesima città, nel 1899, è nominato ordinario alla suddetta scuola per ingegneri e lo sarà sino al 1909, anno prima della morte, sopravvenuta nel 1910.

### Archeologo
Zannoni, seguendo i lavori pubblici in qualità di ingegnere capo del comune di Bologna (dal 1874 al 1877), rinvenne i sepolcreti occidentali etruschi di Felsina, l'abitato di capanne rilevato nell'attuale centro storico cittadino, e, prolungando gli scavi dal Cimitero Monumentale della Certosa di Bologna in direzione sud-est, i sepolcreti Benacci, Arnoaldi, Tagliavini, Stradello della Certosa, De Luca. Sempre a partire dal 1871 e sino al 1893 egli cura una serie di pubblicazioni sistemando e illustrando i reperti del Museo Civico Archeologico di Bologna, ospitato nell'ex Ospedale della Morte dallo Zannoni ristrutturato. Nel 1877 assume la direzione dei lavori di ripristino dell'antico acquedotto romano di Bologna, e fu proprio durante i lavori di scavo per sistemare le condutture alla periferia e all'interno della città che vennero alla luce nuovi reperti archeologici.
La pratica dello scavo sistematico e dei rilevamenti stratigrafici con sussidio di disegni e fotografie ebbero in lui uno dei primi fautori in Italia e le sue ricerche e acquisizioni scientifiche furono rese pubbliche in opere a stampa, alcune di notevole impegno.

## La memoria
Antonio Zannoni è sepolto nella Certosa di Bologna, al cippo 20 nella Galleria degli Angeli, un omaggio non casuale.
Il 29 dicembre 1933, in occasione del centenario della nascita di Antonio Zannoni, il Comune di Faenza pose una lapide in suo ricordo sulla casa ove egli nacque, in via Santa Maria dell'Angelo al numero 15. Lungo viale Baccarini fu posto il suo busto scolpito da Ercole Drei su di una colonna.

## Discorsi e Scritti

Alla critica del signor Paolo Bovi sul progetto di riattivazione dell'antico acquedotto bolognese, 1869

- Elogio di Pietro Tomba architetto, letto il dì 22 agosto 1858 alla solenne esposizione del suo monumento nel Palazzo Comunale di Faenza dallo studente di architettura e matematica Antonio Zannoni, Faenza, Tip. di Angelo Marabini, 1858.
- Sul progetto d'unire la città di Faenza al suo Borgo d'Urbecco e d'un ponte di ferro sul sistema di Pyne, memoria corredata di due tavole del dottore di matematica Antonio Zannoni, Faenza, Tip. di Angelo Marabini, 1860.
- Progetto del cimitero di Faenza esposto all'illustrissimo ed eccellentissimo signore cav. Gaetano Carboni sindaco di questa città dal dottore in matematica Antonio Zannoni, Faenza, Tipografia di Angelo Marabini, 1861.
- Sulle indagini dell'acquedotto bolognese, con abbozzo di progetto per condur acqua dal fiume Reno: relazione fatta a ... Carlo Pepoli / dall'ingegnere Antonio Zannoni, Bologna, Tip. Fava e Garagnani, 1864.
- Risposta alle osservazioni del Sig. Ingegnere Achille Ubaldini intorno al progetto del cimitero di Faenza presentato dall'Ingegnere Antonio Zannoni, Faenza, Tip. di Angelo Marabini, 1864.
- Prolusione alle istituzioni delle arti costruttive letta nelle scuole serali del municipio di Bologna il 4 novembre 1865, Bologna, Fava e Garagnani, 1865.
- Progetto di riattivazione dell'antico acquedotto bolognese esposto al N.U. signor marchese commendatore Gioachino Napoleone Pepoli senatore del Regno e sindaco della città di Bologna / dall'ingegner architetto Antonio Zannoni, Bologna, Regia Tipografia, 1868.
- Alla critica del signor Paolo Bovi sul progetto di riattivazione dell'antico acquedotto bolognese, Bologna, Regia Tipografia, 1869.
- Sulla ferrovia tosco-romagnola Pontassieve-Faenza proposte dell'ingegnere architetto Antonio Zannoni edite per cura del municipio di Faenza, Faenza, Tipografia Marabini, 1869.
- Abbozzo di progetto per accrescere in estate le acque nel Canale di Reno, Bologna, Fava e Garagnani, 1869.
- Sulla riforma delle scuole d'applicazione degl'ingegneri in Italia. Memoria di Antonio Zannoni, Bologna, Monti, 1869.
- Risposta alla critica di P. Bovi su progetto di riattivazione dell'acquedotto bolognese, Bologna, R. Tipogr., 1869.
- Progetto coordinato all'opportunità della ricostruzione della loggia del lato orientale della piazza di Faenza / dell'ingegnere architetto Antonio Zannoni, Faenza, Stamperia Marabini, 1871.
- Gli scavi della Certosa di Bologna, descritti ed illustrati dall'ingegnere architetto capo municipale Antonio Zannoni, Bologna, Regia tipografia, 1876.
- Discorso dell'ingegnere architetto capo cavaliere Antonio Zannoni al congresso internazionale di antropologia e di archeologia preistoriche a Buda-Pest, Bologna, Tip. militare, già delle scienze, 1876. (Estr. da: «L'Alfiere»).
- Necrologia del cav. prof. Fortunato Lodi, Bologna, Tip. Compositori, 1883.
- Architettura tecnica, prolusione dell’ingegnere architetto Antonio Zannoni al 1º Corso 1891 1892 della Regia Scuola di Applicazione degli Ingegneri in Bologna. Società Tipografica Azzoguidi, Bologna, 1892.
- Arcaiche abitazioni di Bologna / scoperte e descritte [da] Antonio Zannoni, Bologna, Tipo-Litografia Sordomuti, 1907.
- Acquedotto Castel Maggiore, S. Giorgio di Piano, S. Pietro in Casale, Galliera ed eventualmente altrove, Bologna, Tipo-Litografia sordomuti, 1908.

## Galleria d'immagini

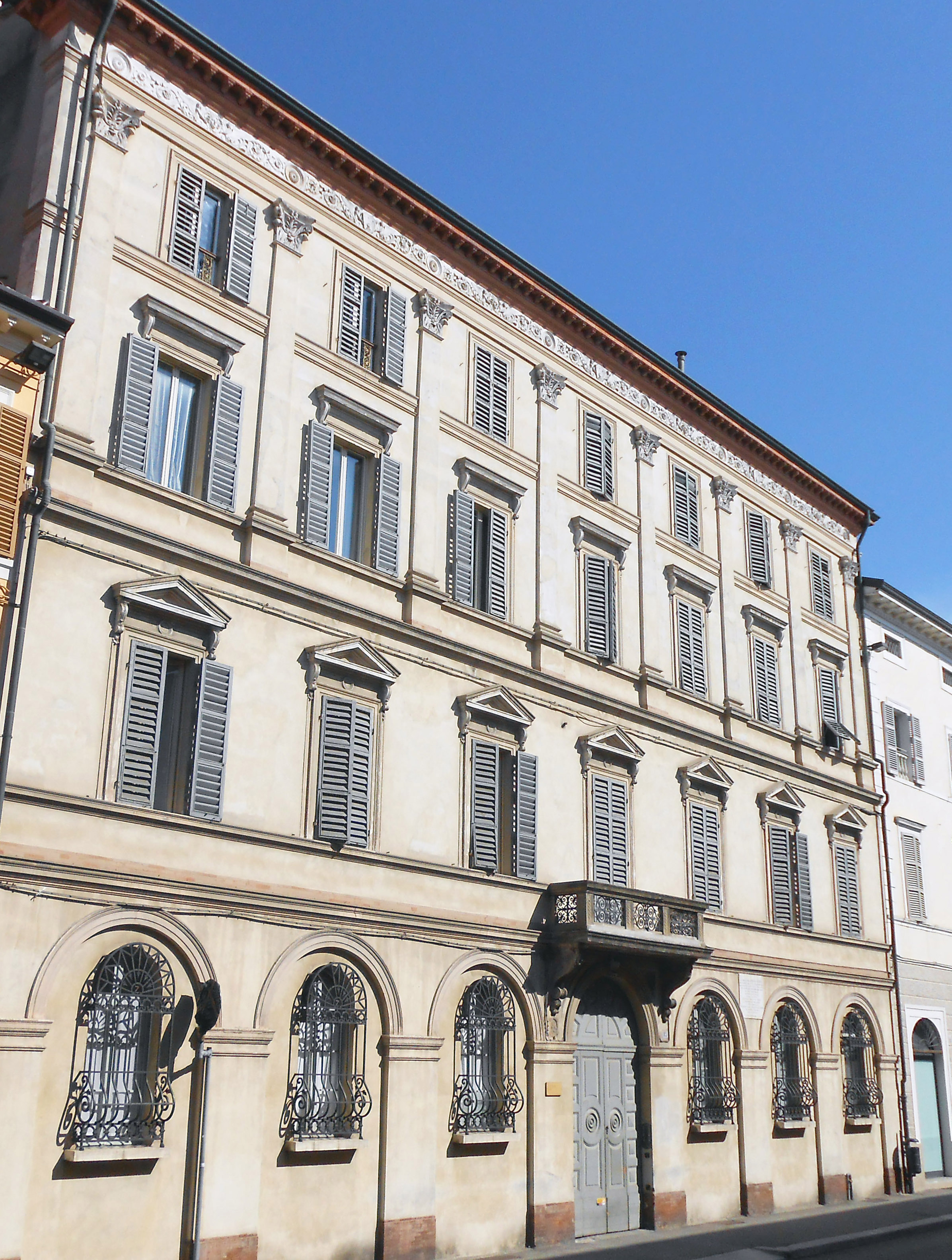
Palazzo Zucchini (1865)
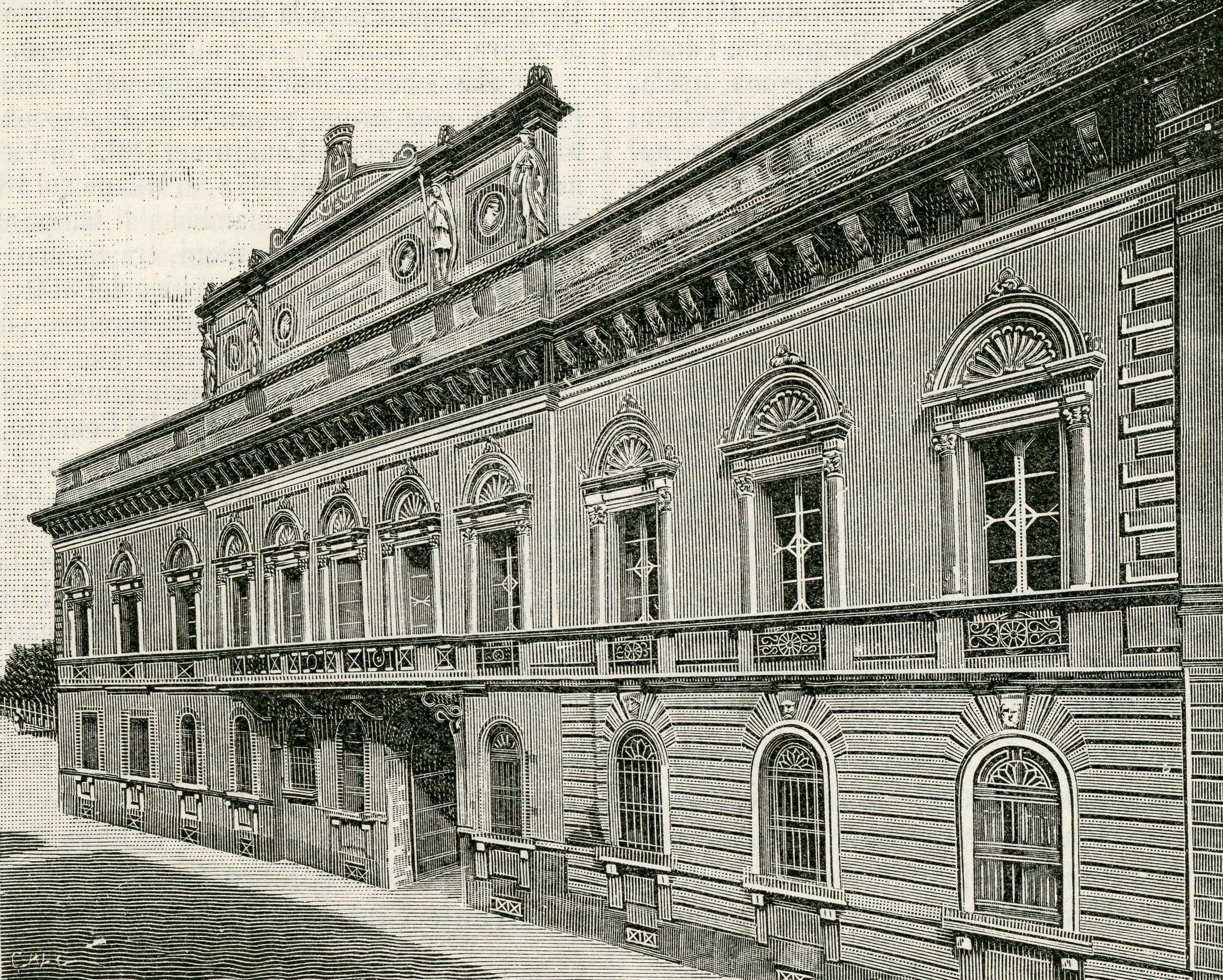
Facciata di Palazzo Strozzi (1869)
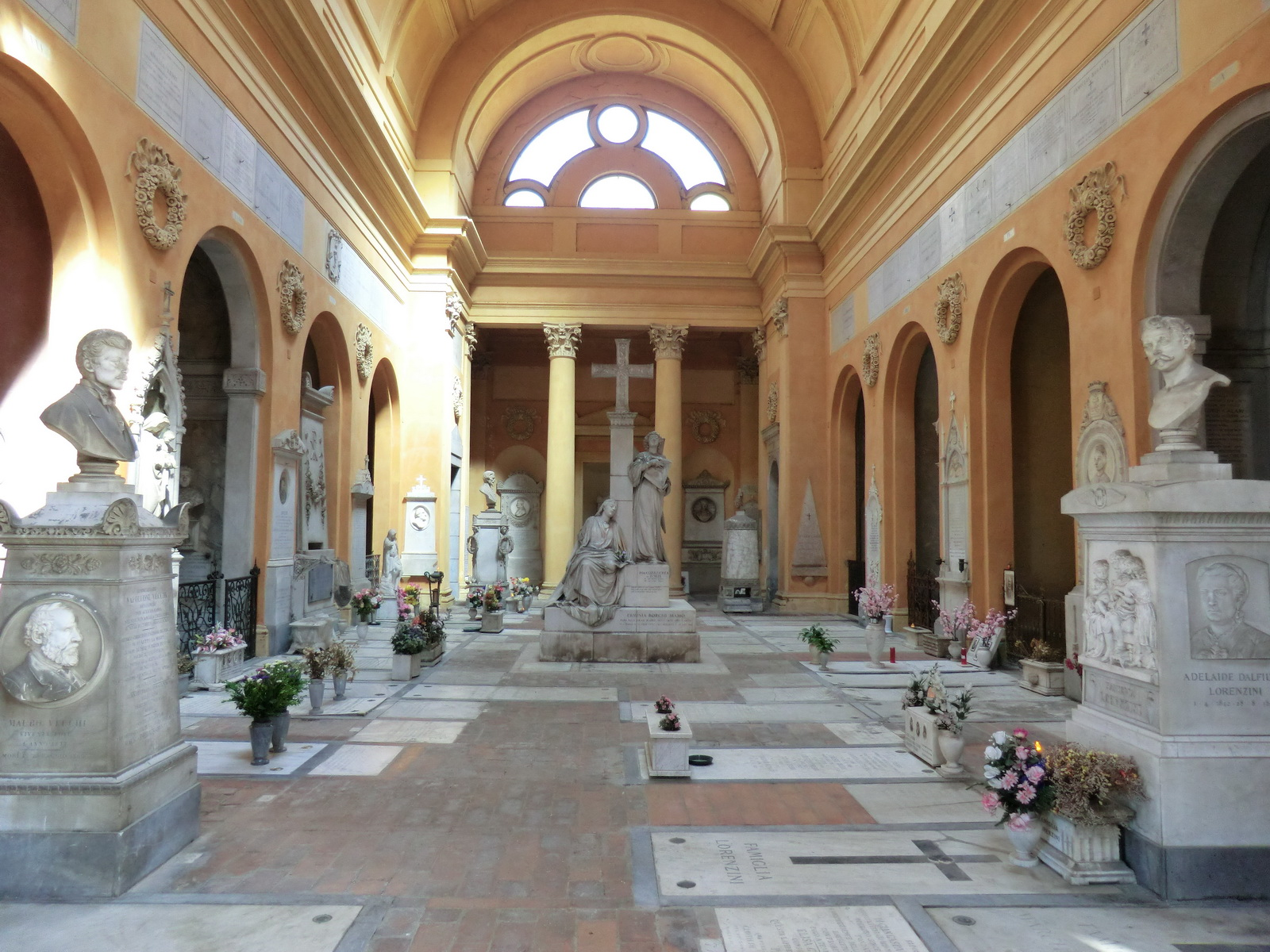
Galleria degli Angeli nel Cimitero della Certosa di Bologna (1869)
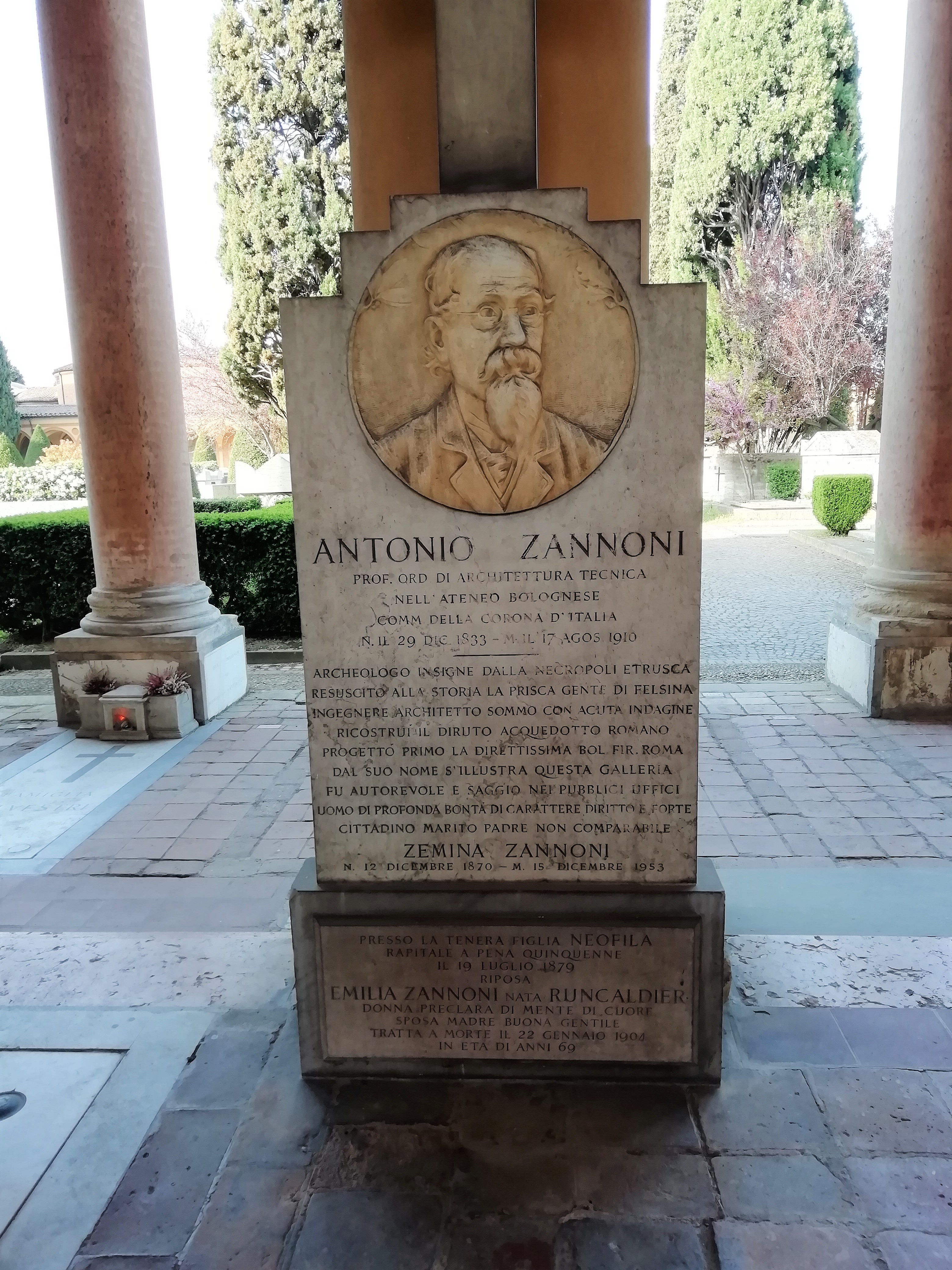
Il Cippo Zannoni nella Galleria degli Angeli
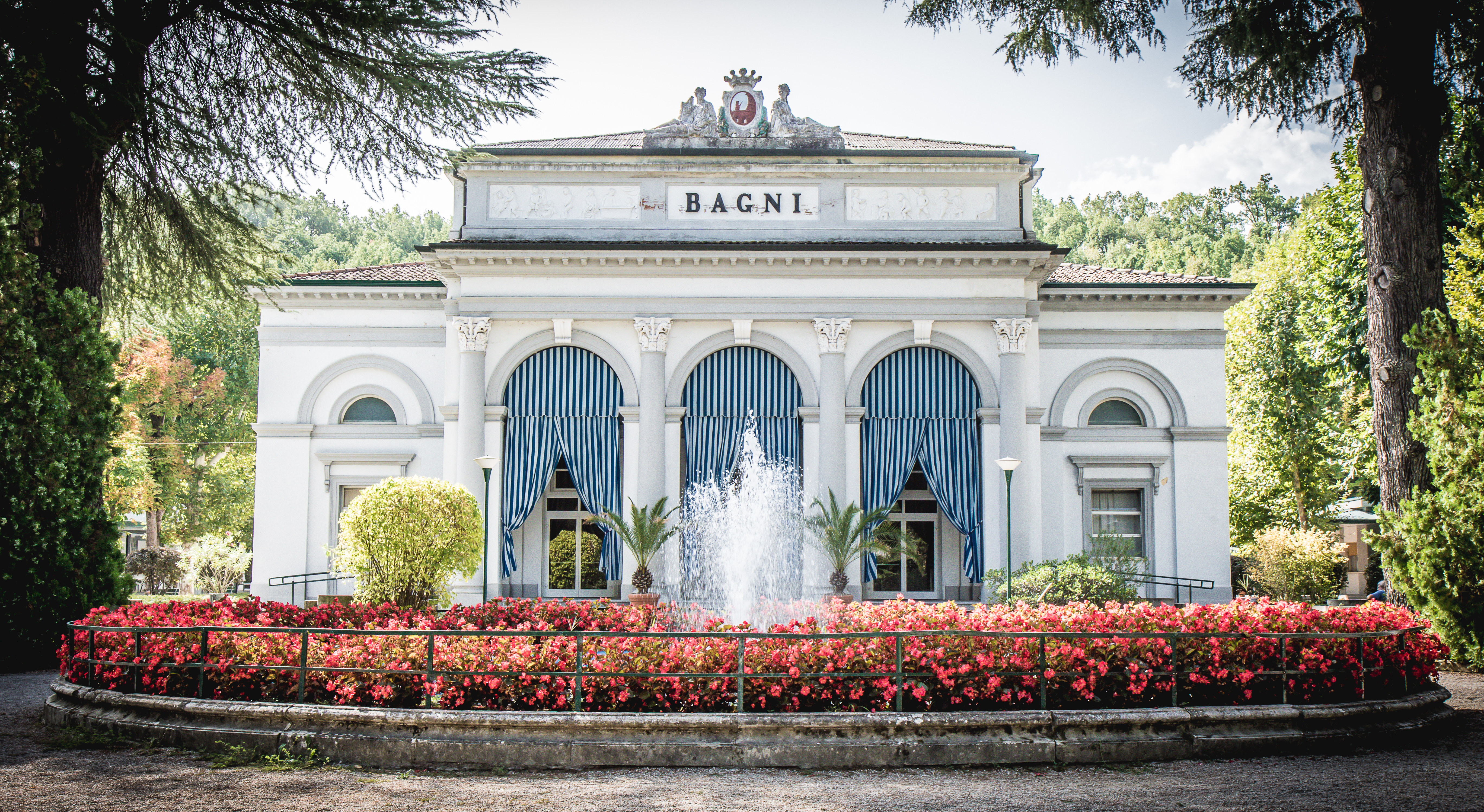
Terme di Riolo Bagni (1870)